# Егорлыкский историко-краеведческий музей
Егорлыкский историко-краеведческий музей  — музей в станице Егорлыкская Егорлыкского района Ростовской области.
Адрес музея: 347660 Ростовская область, Егорлыкский район, станица Егорлыкская, ул. Грицика, 119.

## История и описание
1 сентября 1967 года решением исполкома Совета народных депутатов в станице Егорлыкская Егорлыкского района Ростовской области был создан Музей Трудовой и Боевой Славы. В музее собирались экспонаты, посвященные истории района и его жителей. Музей располагался в здании Районного дома культуры. В доме культуры музей занимал три комнаты и имел отдельный вход. С течением времени несколько раз изменялась организационно — правовая форма музея.
С 23 марта 2007 года музей был преобразован в муниципальное учреждение культуры «Егорлыкский районный музей Трудовой и Боевой Славы». (Постановление Главы Администрации Егорлыкского района № 163 от 23.03.2007 г.).
В 2011 году тип муниципального учреждения культуры Егорлыкского района «Егорлыкский районный музей Трудовой и Боевой Славы»" был преобразован в муниципальное бюджетное учреждение культуры Егорлыкского района «Егорлыкский историко-краеведческий музей». (Постановление Администрации Егорлыкского района № 1205 от 03.11. 2011 г).
В настоящее время музей представляет собой Муниципальное бюджетное учреждение культуры Егорлыкского района "Егорлыкский историко-краеведческий музей (МБУК ЕР «Егорлыкский историко-краеведческий музей»), целью которого является обеспечение духовных потребностей населения района.
Основными направлениями работы МБУК ЕР «Егорлыкский историко-краеведческий музей» являются сохранение и пополнение музейного фонда, сохранение культуры и местных традиций.
В музее проводятся выставки, экскурсии, читаются лекции, проводятся беседы, посвященные культуры Егорлыкского района. В экспозиции музея представлены фотографии жителей района — участников Великой Отечественной войны, оружие того времени, старинная посуда, иконы, самовары, картины, советская символика и многое другое.

## Руководство музея
В разное время музеем руководили:
- Черкесова Тамара Григорьевна (1974—1996);
- Уткин Петр Григорьевич;
- Шпота Ираида Николаевна;
- Недоступова Людмила;
- Ковалева Ирина;
- Афанасьев Николай;
- Гринько Игорь.

С 2013 года директором Егорлыкского историко-краеведческого музея является Санин Дмитрий Николаевич.